# Dąbrowa-Dzięciel (gromada)
Dąbrowa-Dzięciel (początkowo Dąbrowa Dzięciel, bez łącznika) – dawna gromada, czyli najmniejsza jednostka podziału terytorialnego Polskiej Rzeczypospolitej Ludowej w latach 1954–1972.
Gromady, z gromadzkimi radami narodowymi (GRN) jako organami władzy najniższego stopnia na wsi, funkcjonowały od reformy reorganizującej administrację wiejską przeprowadzonej jesienią 1954 do momentu ich zniesienia z dniem 1 stycznia 1973, tym samym wypierając organizację gminną w latach 1954–1972.
Gromadę Dąbrowa Dzięciel z siedzibą GRN w Dąbrowie Dzięcielu utworzono – jako jedną z 8759 gromad – w powiecie wysokomazowieckim w woj. białostockim, na mocy uchwały nr 24/V WRN w Białymstoku z dnia 4 października 1954. W skład jednostki weszły obszary dotychczasowych gromad Dąbrowa Dzięciel, Wiśniówek, Wiśniówek Kolonia, Trzeciny, Kamień Stary i Kamień Rupie ze zniesionej gminy Szepietowo oraz obszar dotychczasowej gromady Mścichy ze zniesionej gminy Wysokie Mazowieckie w tymże powiecie. Dla gromady ustalono 10 członków gromadzkiej rady narodowej.
31 grudnia 1959 gromadę Dąbrowa-Dzięciel zniesiono, włączając jej obszar do gromad Dąbrowa Wielka (wsie Kamień Stary, Kamień-Rupie i Trzeciny oraz przyległy do wsi Trzeciny obszar lasów państwowych N-ctwa Pietkowo o powierzchni 191,89 ha), Szepietowo-Stacja (wsie Dąbrowa-Dzięciel i Mścichy) i Osipy-Kolonia (wieś Wiśniówek i kolonię Wiśniówek).
Zobacz też: gmina Dzięciel